# 鍾一元
鍾一元（？—？），字太初，號侍山，浙江嘉興府秀水縣人，軍籍，明朝政治人物。

## 生平
嘉靖三十一年（1552年）壬子科浙江鄉試第三十五名舉人。嘉靖三十二年（1553年）聯捷癸丑科會試第八十四名，二甲第八十七名進士。兵部观政，授福建福宁知州，起复补濮州，升刑部员外郎、郎中，出知池州府，调任宁国府，隆慶四年（1570年）七月升四川按察司副使，以祖母老，上疏乞歸。

## 家族
曾祖鍾廣；祖父鍾秀，貢士；父鍾靈，母姚氏。弟一能、一阳（令史）、一岳（生员）、一巒、一才、一新、一華、一貞。